# Dưỡng bệnh

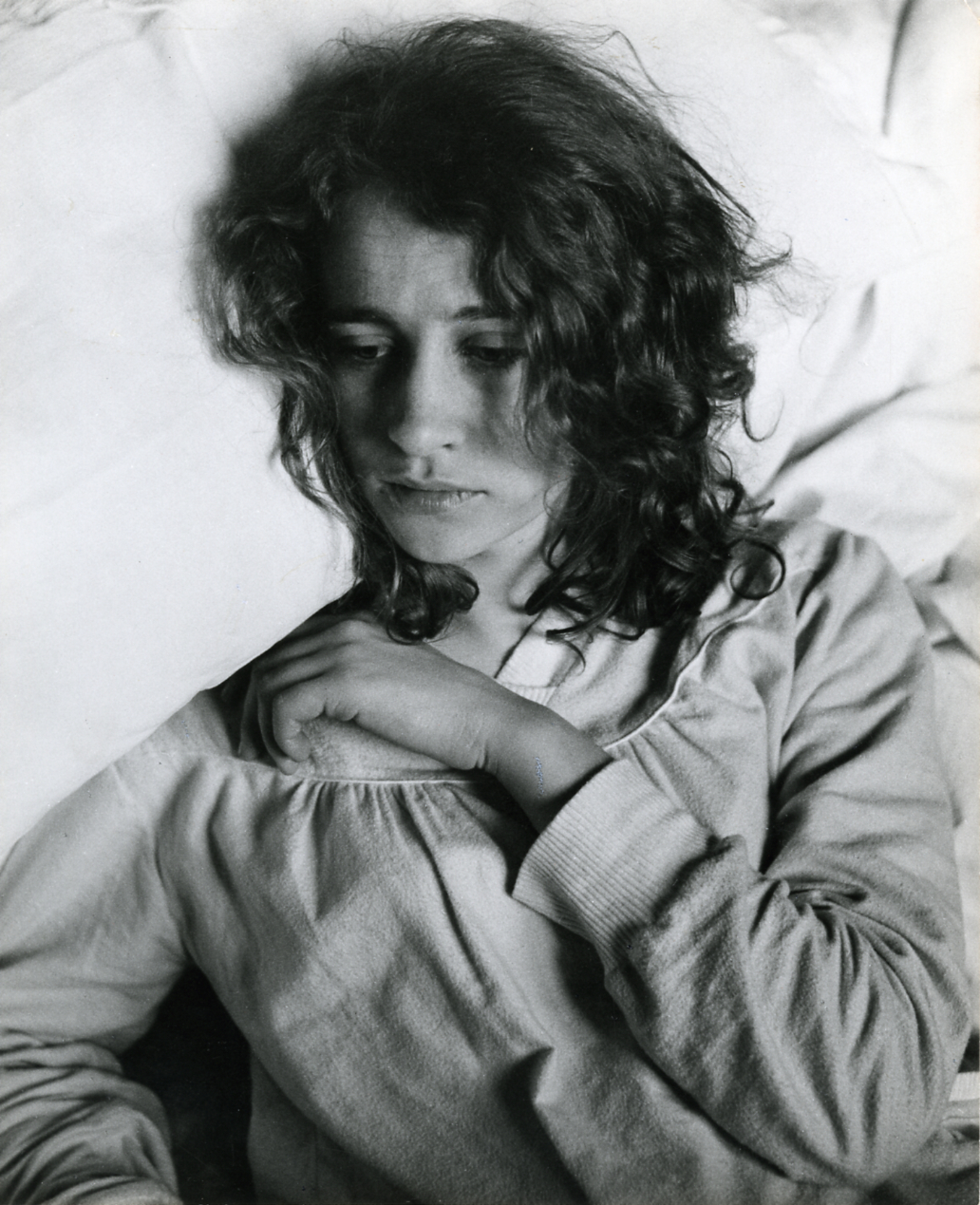
Một phụ nữ đang dưỡng bệnh. Ảnh của Paolo Monti.

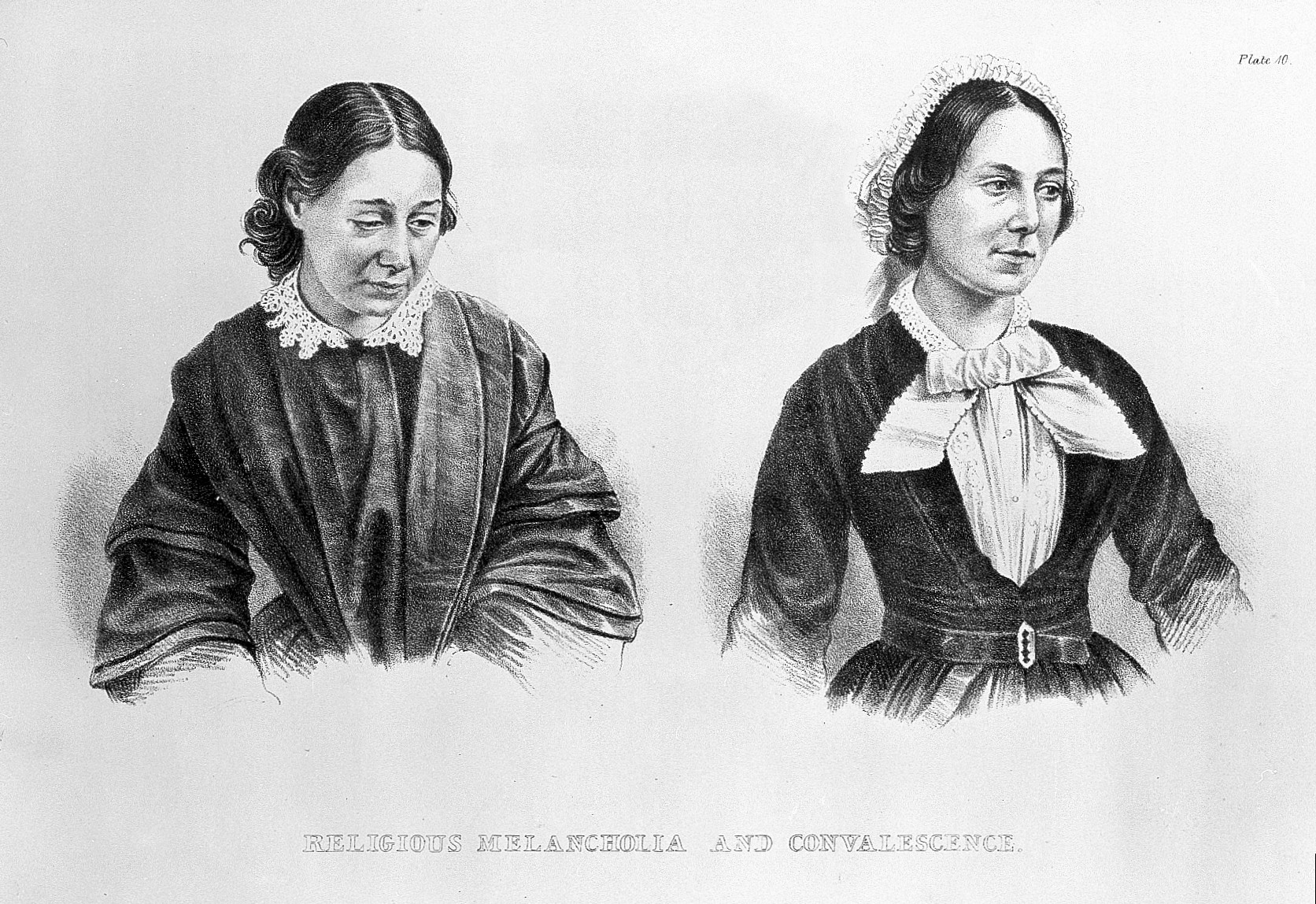
Tranh "Religious melancholia and convalescence"

Dưỡng bệnh hay dưỡng sức, bồi dưỡng sức khoẻ là sự phục hồi dần dần sức khỏe và sức lực sau khi bệnh nhân khỏi bệnh hoặc phục hồi hậu chấn thương. Thuật ngữ này đề cập đến giai đoạn sau của một bệnh truyền nhiễm hoặc bệnh tật khi bệnh nhân hồi phục gần như hoàn toàn,  nhưng bệnh nhân có thể tiếp tục là nguồn lây nhiễm cho người khác. Theo nghĩa này, từ "phục hồi" được coi là thuật ngữ đồng nghĩa. Dưỡng bệnh cũng sử dụng trong công tác chăm sóc bệnh nhân sau một can thiệp ngoại khoa (phẫu thuật), theo đó bệnh nhân phải đến gặp bác sĩ theo hẹn để kiểm tra sức khỏe thường xuyên.
Trong tiếng Anh, cơ sở chăm sóc dưỡng bệnh (convalescent care facilities) được viết tắt là CCF.